# Air Méditerranée
Air Méditerranée foi uma companhia aérea francesa fundada em 1997 e que efetuava voos charter em todo o território francês (principalmente do Aeroporto Charles de Gaulle).
Foi extinta em 15 de fevereiro de 2016, quando a empresa entrou em falência e todos os aviões foram devolvidos a seus respectivos proprietários.
Possui uma subsidiária chamada Hermes Airlines.

## Frota

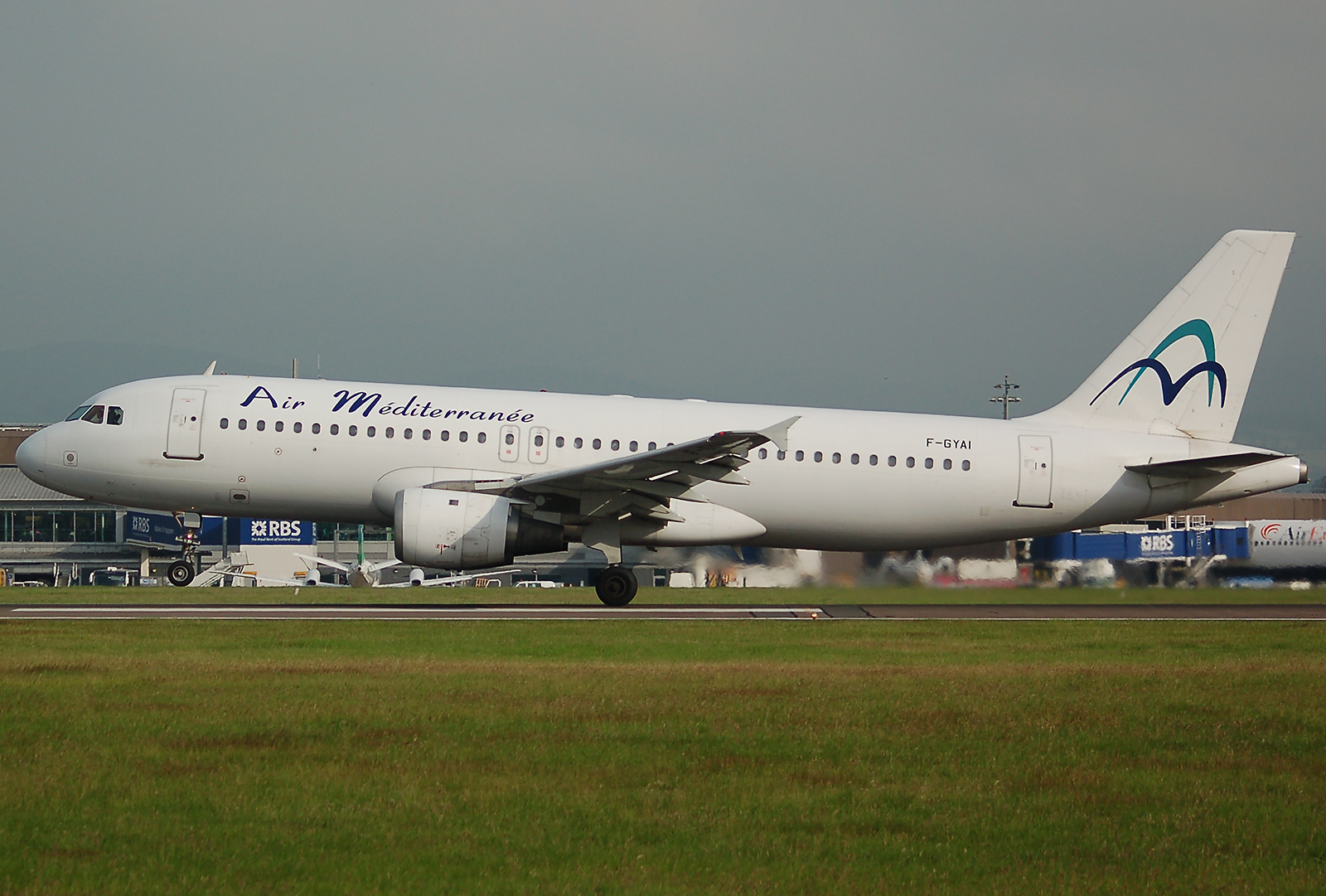
Airbus A320 da Air Méditerranée.

A frota constistia dos seguintes aviões:
| Modelo         | Quantidade | Passageiros | Idade (em anos) |
| -------------- | ---------- | ----------- | --------------- |
| Airbus 321-100 | 3          | 220         | 14,7            |
| Airbus 321-200 | 3          | 220         | 14,7            |
| Boeing 737-500 | 1          | 131         | 16,5            |
| Total          | 7          |             | 15              |